# Erlangenski program
Erlangenski program je program raziskovanja geometrije, ki ga je zastavil Felix Christian Klein leta 1872 v nastopnem predavanju na Univerzi v Erlangnu. Predavanje je objavil pod naslovom Primerjalna obravnava novih geometrijskih raziskovanj (Vergleichende Betrachtungen über neuere geometrische Forschungen), vendar se je med matematiki bolj prijelo ime Erlangenski program. V tem programu je Klein objavil svoje odgovore na problem različnih geometrij, ki so se takrat pojavile ob klasični evklidski geometriji.
V tem času je bila že znana hiperbolična geometrija Lobačevskega pa tudi projektivna in afina geometrija; svoje poglede na geometrijo je objavil že tudi Riemann. Med matematiki je bila odprta razprava o tem, ali se različne geometrije med sabo dopolnjujejo ali izključujejo.
Klein je ugotovil, da projektivna geometrija predstavlja najsplošnejši okvir velike množice geometrij. Te geometrije se danes imenujejo homogene (tudi »ravne«) geometrije, ker imajo v okolici vsake točke enake značilnosti (za razliko od geometrij na ukrivljenih ploskvah, kjer so značilnosti lahko od točke do točke drugačne).
Značilnosti projektivne geometrije določa grupa vseh projektivnih preslikav. Ostale geometrije se lahko dobi znotraj projektivne geometrije tako, da se omeji na neko podgrupo grupe vseh projektivnih preslikav. Taka podgrupa potem ohranja določene značilnosti, ki se imenujejo invariante. Te značilnosti tvorijo temelj nove geometrije. 
Na ta način se lahko ustvari znotraj projektivne geometrije modele afine, evklidske, hiperbolične in eliptične geometrije pa tudi mnogih drugih (omeni se samo geometrijo Minkowskega, ki je zelo pomembna za posebno teorijo relativnosti).
Temelj posamične geometrije je ustrezna grupa preslikav, ki v tej geometriji pomenijo toge premike. Če se lahko en lik (telo) preslika na drugega s takšno preslikavo, se reče, da sta skladna. Osnovni značilnosti (invarianti), ki ju te preslikave ohranjajo, sta razdalja in kot. Klein je razdaljo med dvema točkama in kot med dvema premicama definiral s pomočjo dvorazmerja. V tej definiciji nastopata še dva prosta parametra, zato se lahko táko grupo preslikav izbere na različne načine in se kot rezultat dobi različne geometrije.